# Hieracium grandiceps
Hieracium grandiceps là một loài thực vật có hoa trong họ Cúc. Loài này được P.D.Sell mô tả khoa học đầu tiên năm 2007.